# Hans Heinrich XI. von Pleß

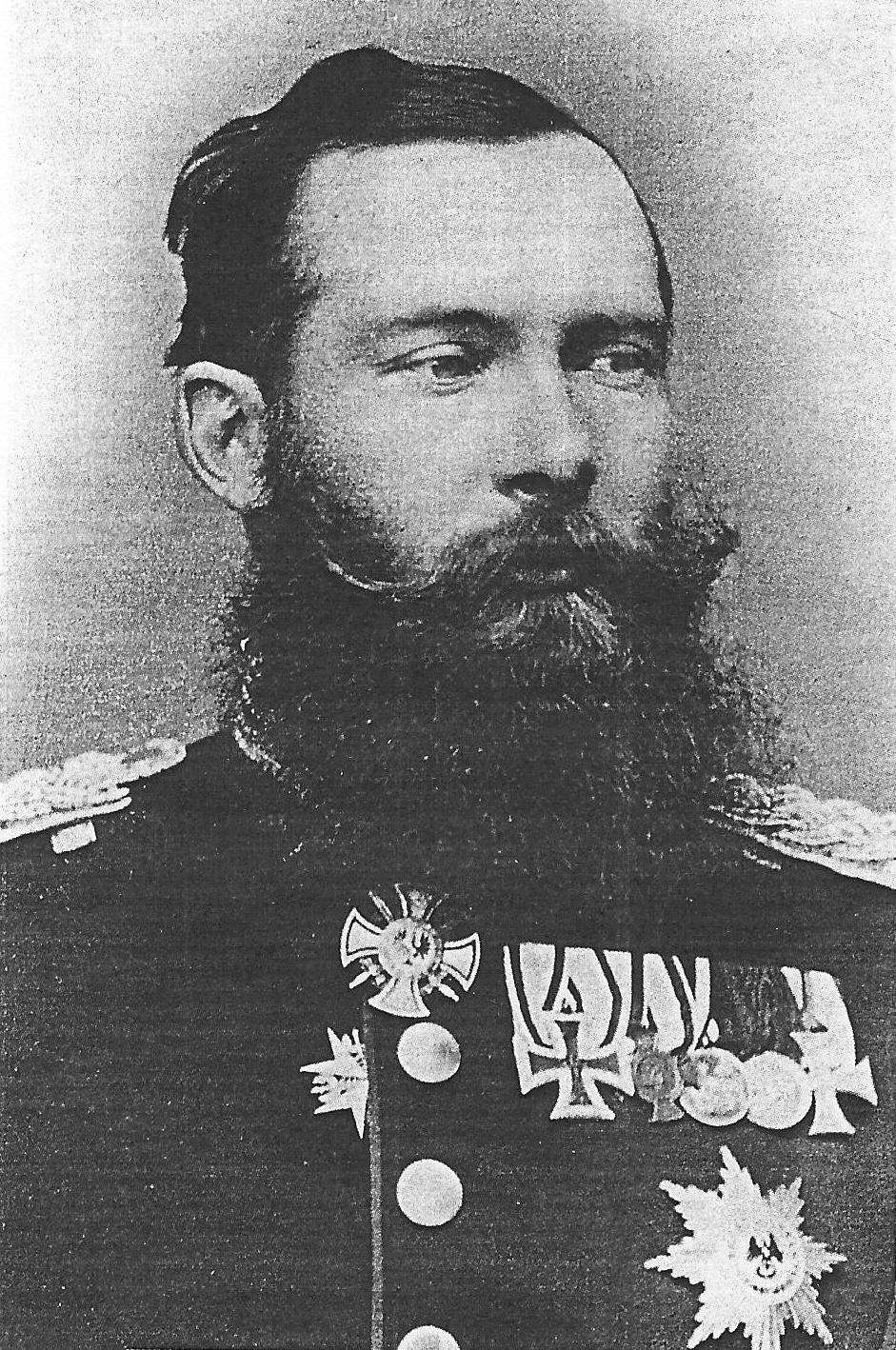
Fürst Hans Heinrich XI. von Pleß

Hans Heinrich XI., Graf von Hochberg, Fürst von Pleß, Freiherr von Fürstenstein (* 10. September 1833 in Berlin; † 14. August 1907 auf Schloss Albrechtsberg, Dresden) war freier Standesherr, Montanindustrieller und General der Kavallerie der Preußischen Armee. Ab 1905 war er auch Herzog von Pleß.

## Leben
Er war als Sohn von Graf Hans Heinrich X. von Hochberg der zweite Fürst des Fürstentums Pleß. Im Jahr 1905 wurde er von Kaiser Wilhelm II. für seine Person zum Herzog von Pleß erhoben. Er war als „der Alte“ oder „der alte Herzog“ bekannt.
Hans Heinrich besuchte die Landesschule Pforta und trat am 1. Oktober 1850 in das Regiment der Gardes du Corps der Preußischen Armee ein. Dort wurde er am 14. Dezember 1852 zum Sekondeleutnant befördert und 1855, nach dem Tod seines Vaters, unter Stellung à la suite des Regiments beurlaubt. Danach übernahm er die Verwaltung der Familiengüter und des Bergwerkbesitzes der Familie. Für die Bergleute seiner Kohlegruben im Waldenburger Bergbaurevier und deren Familien richtete er Fürsorgeanstalten ein. Diese galten – für seine Zeit – als so fortschrittlich, dass sie 1904 auf der Weltausstellung in St. Louis als Arbeiter-Fürsorge auf den Fürstensteiner Gruben Sr. Durchlaucht des Fürsten von Pless, Waldenburg in Schlesien / Institutions for promoting the welfare of the workmen on the Fürstenstein mines of His Serene Highness the Prince of Pless, Waldenburg, Silesia, Germany vorgestellt wurden.
Er war Oberstjägermeister unter den Kaisern Wilhelm I. und Wilhelm II. Aufgrund seiner Verdienste im jagdlichen Bereich wird das Jagdhorn auch Fürst-Pless-Horn genannt. Er war ab 1863 Mitglied des Preußischen Herrenhauses. In den Jahren 1867 bis 1884 war er als Abgeordneter der Reichs- und Freikonservativen Partei auch Abgeordneter im Reichstag. 1890 wurde er Mitglied des preußischen Staatsrats.

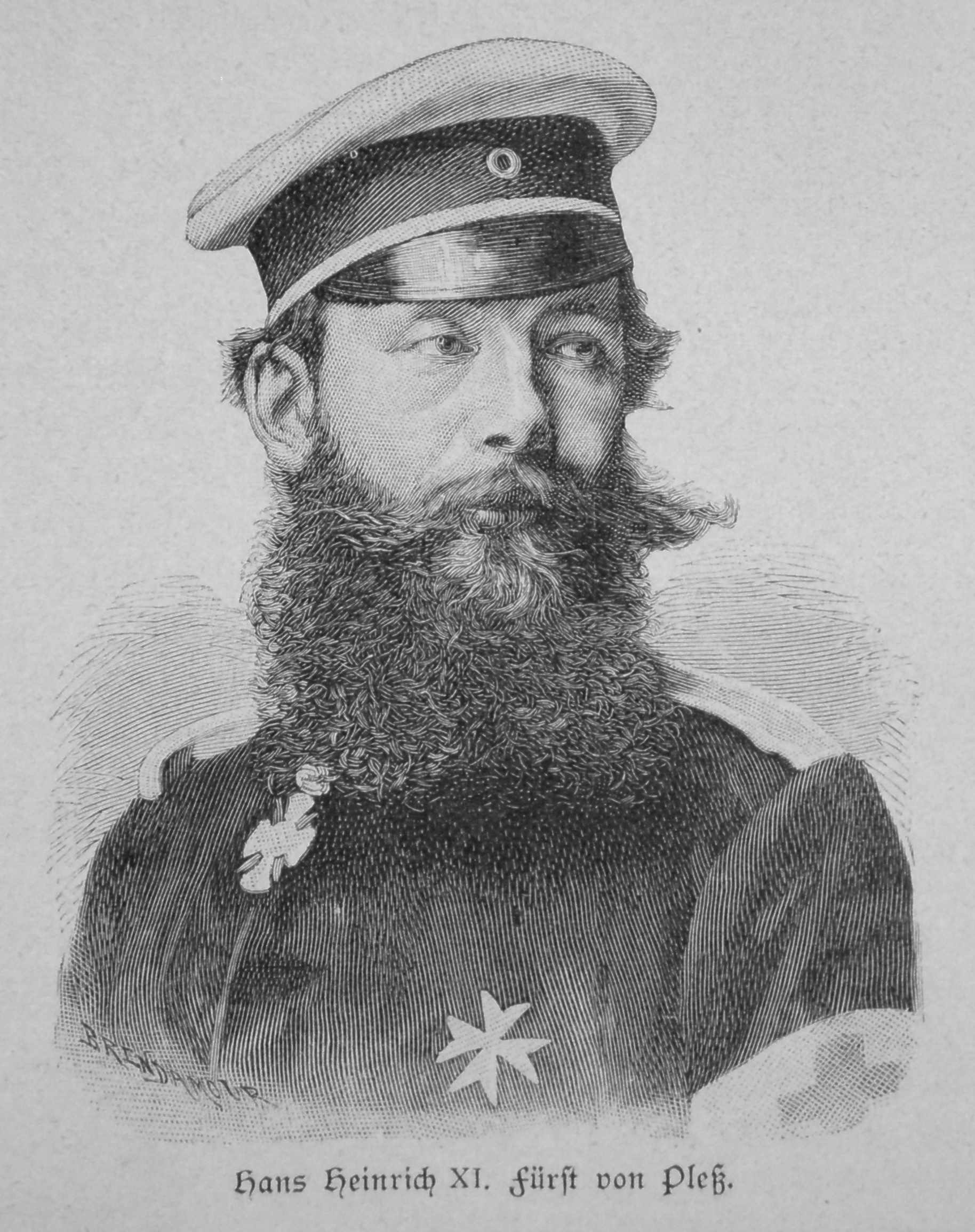
Hans Heinrich XI. von Pleß, 1870

In Konkurrenz zu dem von ihm als Emporkömmling verachteten Albert Borsig ließ er sich in Berlin von dem französischen Architekten Gabriel-Hippolyte Destailleur von 1873 bis 1875 neben Otto von Bismarcks Reichskanzlei auf den Grundstücken Wilhelmstraße 78 und Voßstraße 2, das Palais Borsig umschließend, ein Stadtpalais im Stil des Historismus bauen. Es war dem Louvre und den Loire-Schlössern (wie Amboise) erkennbar nachempfunden. Dies erregte in Berlin so kurz nach dem Deutsch-Französischen Krieg großes Aufsehen und Unverständnis. Wegen seiner extravaganten Dachkonstruktion mit hochragenden Schornsteinen nannten die Berliner das Palais „Schornsteinfegerakademie“. In einer zeitgenössischen Veröffentlichung im Jahr 1876 ist das Palais Fürst Pleß als Sehenswürdigkeit enthalten.
Hans Heinrich XI. züchtete Wisente. So wurden reinblütige Flachlandwisente, die auf einen Bullen und vier Kühe zurückgehen, 1865 als Geschenk für den Fürsten von Pleß aus dem Urwald von Białowieża in die Pleßer Wälder gebracht. Sie wurden hier über einige Jahrzehnte isoliert gezüchtet. Große Bedeutung hat in der heutigen Erhaltungszucht der Bulle Plisch mit der Zuchtbuchnummer 229, der 1936 von Pleß wieder nach Białowieża zurückgebracht wurde. Von ihm stammen fast alle zurzeit im Urwald von Białowieża lebenden Wisente der Flachlandlinie ab.
Hans Heinrich XI. wurde am 24. Dezember 1889 von Kaiser Wilhelm II. zum Ritter des Schwarzen Adlerordens geschlagen. Vom 23. Dezember 1896 bis zu seinem Tod im Jahr 1907 wirkte er als Ordenskanzler. Fürst Pless, Graf von Hochberg, war genealogisch interessiert und bereits seit 1874 Mitglied im Verein Herold zu Berlin. Um 1877 überließ er gegen ein Entgelt seine Patronatsloge in Waldenburg den Schülern des örtlichen Gymnasiums. 1894 datiert der Eintrag im Adressbuch der Millionäre, ohne nähere pekuniäre Angaben. Bis zum Lebensende unterstützte Hans Heinrich XI. Graf von Hochberg-Pless die bereits verstaatlichte Fürstenschule Pless. Bereits 1857 trat er dem Johanniterorden bei und war zuletzt mit weiteren namhaften Persönlichkeiten, wie Emil von Gutzmerow, Ernst zur Lippe-Weißenfeld und Wilhelm Fürst und Herr zu Putbus sowie dem General Friedrich von Perponcher-Sedlnitzky, einer der dienstältesten Rechtsritter dieser Kongregation.

## Familie

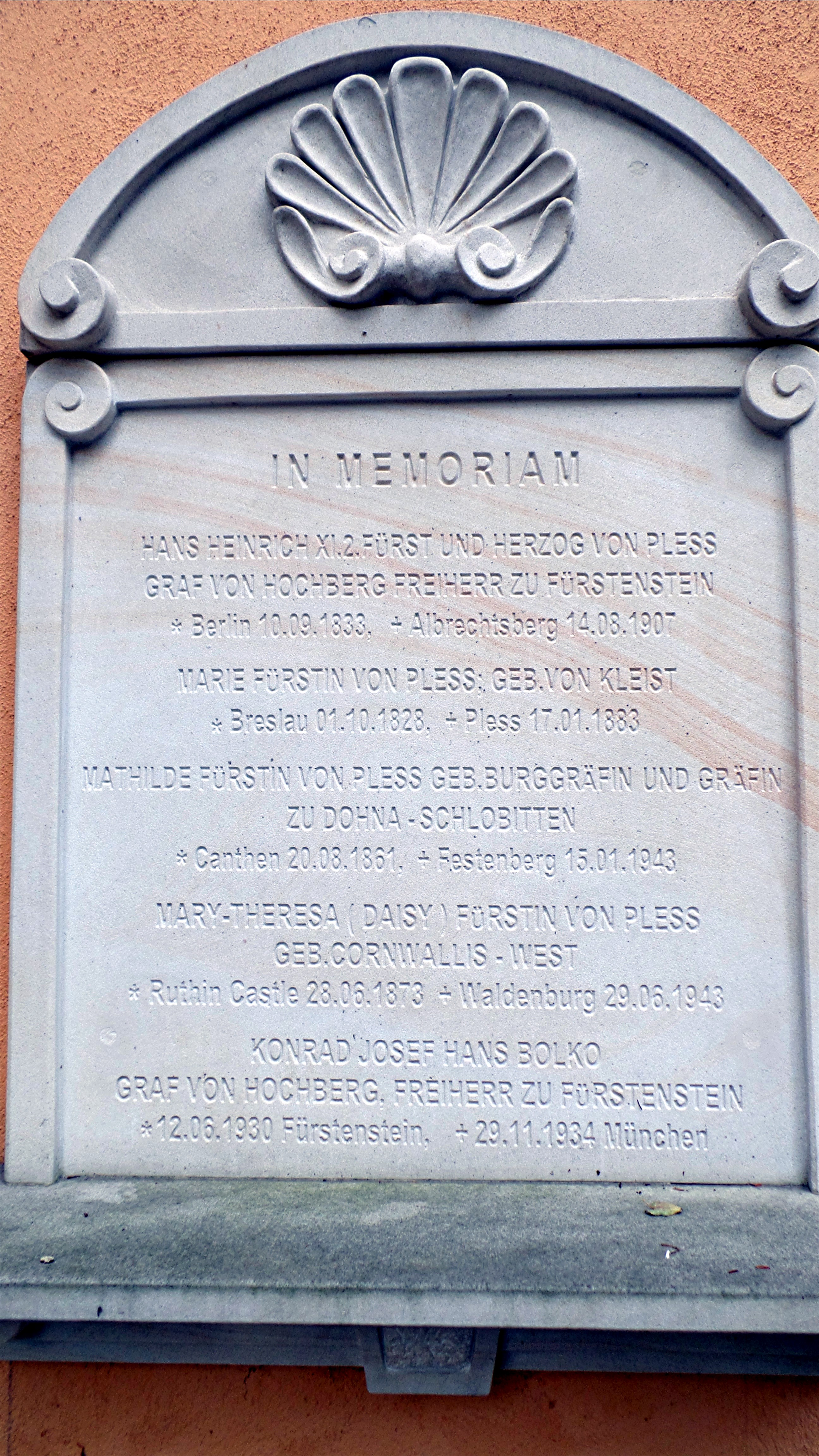
Gedenktafel am Mausoleum im Park Schloss Fürstenstein

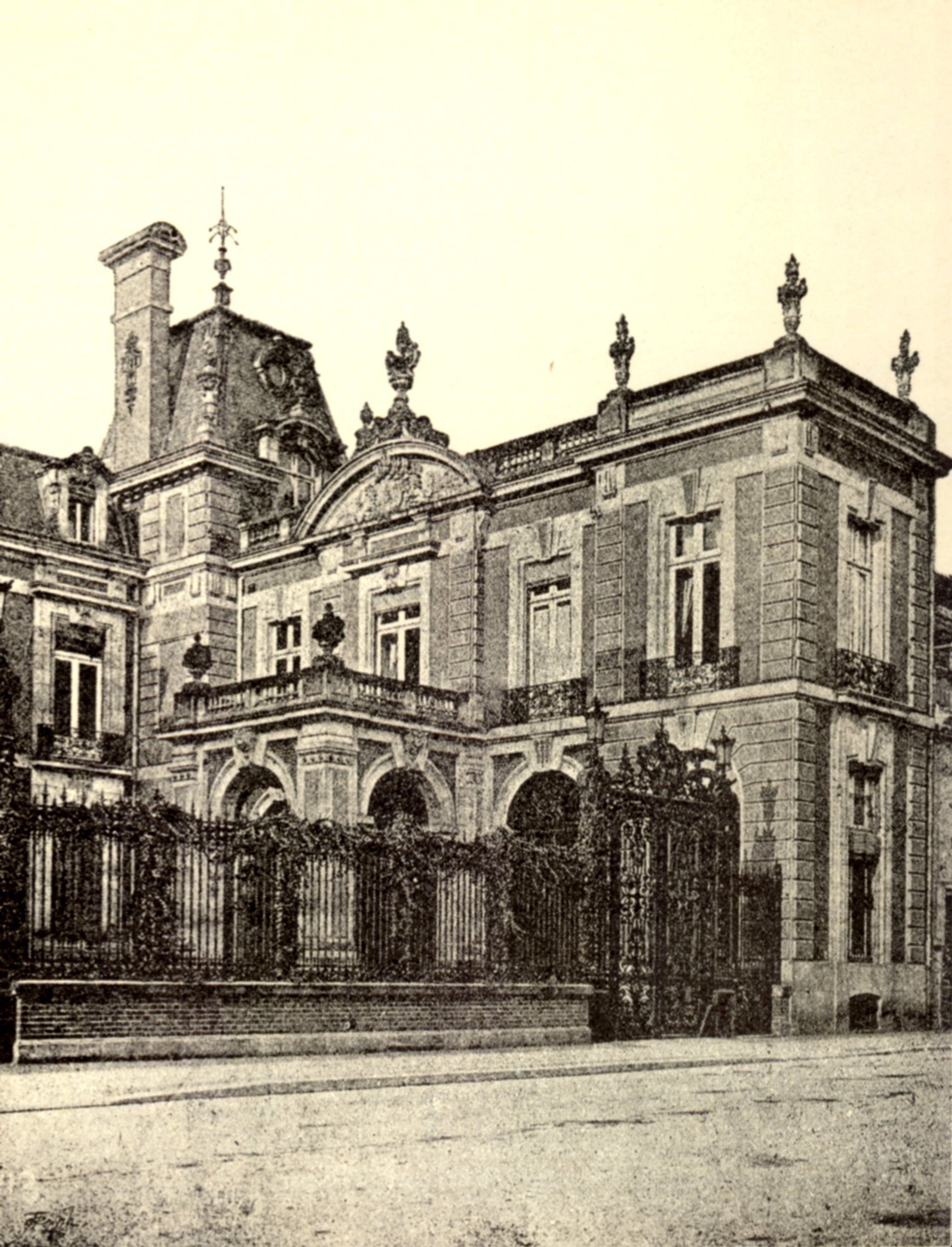
Palais in der Wilhelmstraße (Berlin-Mitte)

Hans Heinrich heiratete am 15. Januar 1857 Marie von Kleist (1828–1883). Das Paar hatte folgende Kinder:
- Hans Heinrich XV. (1861–1938)

⚭ 8. Dezember 1891 (Scheidung 1922) Mary-Theresa (Daisy) Cornwallis-West (1873–1943)
⚭ 25. Januar 1925 (annulliert 1934) Clotilde de Silva y Gonzalez de Candamo (1898–1978)
- Ida Luise (1863–1938)

⚭ 10. September 1881 Friedrich II. zu Solms-Baruth (1853–1920)
- Konrad Eduard (1867–1934), Diplomlandwirt[13]
- Friedrich Maximilian (1868–1921)

⚭ 24. Januar 1905 Hon. Elizabeth Caroline Burke-Roche (1857–1940)
Am 27. Februar 1886 heiratete er Mathilde Burggräfin und Gräfin zu Dohna-Schlobitten (1861–1943). Das Paar hatte zwei Kinder:
- Wilhelm Bolko Emanuel (1886–1934)

⚭ 21. Juni 1909 Anna Marie von Arnim (1886–1984)
- Anne (1888–1966)

⚭ 29. März 1913 Hermann Graf zu Solms-Baruth-Dambrau (1888–1961)